# 转换-生成文法
转换-生成文法（英語：Transformational-generative grammar，简称或者）是美国语言学家乔姆斯基提出的一个描述文法的一个术语，他在1957年所写的《文法结构》的出版是转换-生成文法诞生的标志。简单的说，转换-生成文法理论研究的是人类为什么会说话以及如何了解新的句子。
在1957年所出版的《文法结构》和1965年的《文法理论要略》两书被乔姆斯基称为“标准理论”。此后他又修正了些許这些理论，称为「扩展的标准理论」，后又修订扩展的标准理论，形成「修正的扩展的标准理论」。

## 主要理论
上图是一个转换-生成文法的理论框图。乔姆斯基认为语言学家只需要制定上图中突出显示的四个部分的规则。上图也是转换-生成文法的理论内容的示意图：文法主要包括基础和转换两个部分，基础部分生成深层结构，深层结构通过转换得到表层结构，语义部分属于深层结构，它为深层结构作出语义解释。语音部分属于表层结构并为表层结构作出语音解释。

## 影响
乔姆斯基提出的转换-生成文法很大地冲击了当时以布龙菲尔德为代表的美国描写语言学派。乔姆斯基认为语言是人类特有的一种天生能力，他认为不仅应该研究语言行为，而且应该研究语言能力，转换-生成文法就是关于语言能力的理论。他认为布龙菲尔德等人的理论只是研究了语言行为，不能说明语言能力。语言理论应该解释人类天生的语言能力，他认为自己的学说是理性主义的，而布龙菲尔德的学说则是经验主义的。

## 参見
- 直接成分
- 格语法
- 普遍文法
- 生成文法

## 外部連結
- What is I-language? （页面存档备份，存于） - Chapter 1 of I-language: An Introduction to Linguistics as Cognitive Science.
- The Syntax of Natural Language （页面存档备份，存于） – an online textbook on transformational grammar.